# Yeo Yann Yann
Yeo Yann Yann (en chinois : 杨雁雁 ; en pinyin : Yang Yanyan), née à Johor Bahru (État de Johor, Malaisie) le 20 février 1977, est une actrice d'ascendance chinoise travaillant à Singapour.
Elle est mariée avec Yuk-Sing Ma depuis le 4 mars 2012. Elle et Yuk-Sing Ma ont un enfant.

## Biographie
Diplômée de l'Intercultural Theatre Institute (en), Yeo Yann Yann travaille pour le théâtre, la télévision et le cinéma. Elle a notamment joué le rôle de Mei dans Singapore Dreaming (en), de Big Papaya dans 881 (en) et, au théâtre, elle tient celui de Fan Yi dans Thunderstorm.

## Filmographie partielle

### Au cinéma
- 2006 : Singapore Dreaming (en) : Mei
- 2007 : 881 (en) : Big Papaya
- 2007 : Ah Ma
- 2013 : Ilo Ilo de Anthony Chen : Hwee Leng
- 2019 : Wet Season de Anthony Chen : Ling
- 2025 : Ravage (Havoc) de Gareth Evans : Mère de Tsui

### À la télévision
- The Descendant (en) (香火) : Xie Danfang

## Distinctions
Pour son interprétation dans Ilo Ilo, Yeo Yann Yann remporte de nombreux prix dont :
- 2013 : Asia-Pacific Film Festival : Meilleure actrice dans un second rôle
- 2013 : Festival international du film de Dubaï : Prix Muhr AsiaAfrica de la meilleure actrice
- 2013 : Festival international du film de Mumbai : Silver Gateway de la meilleure actrice
- 2013 : Festival international du film à Vladivostok : Meilleure actrice
- 2013 : Golden Horse Film Festival : Meilleure actrice dans un second rôle
- 2014 : China Film Media Award : Meilleure actrice dans un second rôle
- 2014 : Asian Film Award : Meilleure actrice dans un second rôle
- 56e cérémonie des Golden Horse Awards : meilleure actrice pour son rôle dans Wet Season[2],[3]